# 特雷弗·布鲁金
特雷弗·布鲁金爵士，CBE（1948年10月2日—）是一名已退役的英格兰足球运动员，司职中场，职业生涯大部分时间都是在英格兰球会西汉姆联效力。西汉姆联队主场厄普顿公园球场的特雷弗·布鲁金爵士看台即是以他的名字命名。
在他踢球的年代，曾被视为是当时最聪明最善于利用大脑踢球的球员之一，并在球场上保持了一个相当干净的纪录。由于他的出色表现，布鲁金先后在1981年获得MBE勋衔，1999年获得CBE勋衔，2004年获得爵士勋衔。在他退役后，曾经担任过足球解说员，管理人员以及教练等职位。

## 俱乐部生涯
布鲁金出身于西汉姆联青训营，职业生涯的大部分时间都是在西汉姆联效力。他在球队身披10号球服，主要司职前腰或者是中锋的角色。在1967年至1984年间，布鲁金在所有的赛事中共为西汉姆联队出场636球，取得103个进球，并和西汉姆联一起获得1975年英格兰足总杯和1980年英格兰足总杯冠军。在1980年英格兰足总杯决赛中，正是他甚少的頭球进球帮助西汉姆联1比0击败阿森纳而夺冠。
1983年在英國球季結束後布祿瓊曾前赴香港短暫加盟東方直到球季結束，於5月27日抵港，兩日後首披東方戰衣出戰已篤定降班的南華，布祿瓊交出一記助攻協助東方小勝2-1。布祿瓊客串東方的重頭戲是於6月15日迎戰西德勁旅拜仁慕尼黑，客軍名將如雲，擁有漢尼斯（Ulrich Hoeneß）、路明尼加、歐真他拿（Klaus Augenthaler）及畢列拿（Paul Breitner）等國腳在陣，雖有踢告別戰的畢列拿領紅牌被逐離場，仍以3-0輕取東方。布祿瓊在香港最後一場賽事於6月21日在香港足總盃複賽以2-3負於寶路華。
1985年底，布鲁金曾短暂效力于爱尔兰球会科克城。他在11月下旬和球队签约，并在12月9日代表球队首次亮相。

## 国家队生涯
布鲁金共为英格兰出场47次，并有进球5个，他在國家隊的最佳拍檔是凯文·基冈。但是他在重大赛事中只代表国家队出场两次。在意大利进行的1980年欧洲足球锦标赛中，他在英格兰首场小组赛1比1战平比利时中登场亮相，但在第二场和东道主意大利的比赛中被剔除出首发。第三场他再次首发登场，并为英格兰队首开记录，帮助英格兰队2比1击败西班牙，获得此次欧洲锦标赛的唯一一场胜利。虽然布鲁金也参加了1982年世界杯足球赛，由於備受傷患困擾，僅於分組賽最後一場0-0賽和西班牙後補上陣半小時，亦是他最後一次代表國家隊上陣。
国际比赛进球
英格兰的进球列在前面
| 时间           | 地点                   | 对手   | 比分 | 赛事                     | 进球(累计) |
| -------------- | ---------------------- | ------ | ---- | ------------------------ | ---------- |
| 1977年11月16日 | 伦敦温布利球场         | 義大利 | 2-0  | 1978年世界杯外圍賽       | 1( 1)      |
| 1980年5月24日  | 格拉斯哥咸普顿公园球场 | 苏格兰 | 2-0  | 1980年英国本土四角锦标赛 | 1( 2)      |
| 1980年6月18日  | 那不勒斯圣保罗球场     | 西班牙 | 2-1  | 1980年欧洲足球锦标赛     | 1( 3)      |
| 1981年6月6日   | 布达佩斯人民體育場     | 匈牙利 | 3-1  | 1982年世界杯外圍賽       | 2( 5)      |

## 教练生涯
2003年4月，西汉姆联队主帅因突发脑血栓入院治疗，布鲁金临危受命出任球队的暫代主教练。他在执教的三场比赛中取得2胜1平的不俗战绩，先是率领球队客场1比0力克曼城，然后又在主场1比0击败切尔西，但最后一轮2比2战平伯明翰，以英超历史上降级的最高分数（42分）降入次级联赛。
2003/04赛季，罗德尔在执教三场比赛后即被球队辞退，布鲁金再次担任暫代主教练，直到一个月后接任球队主教练为止。厄普顿公园球场的球迷都非常希望布鲁金能担任球队的主帅，但布鲁金却认为担任球队主教练压力太大，所以他也被称作是“西汉姆联从未拥有过的最好主教练”（"best manager West Ham never had"）

## 其他领域

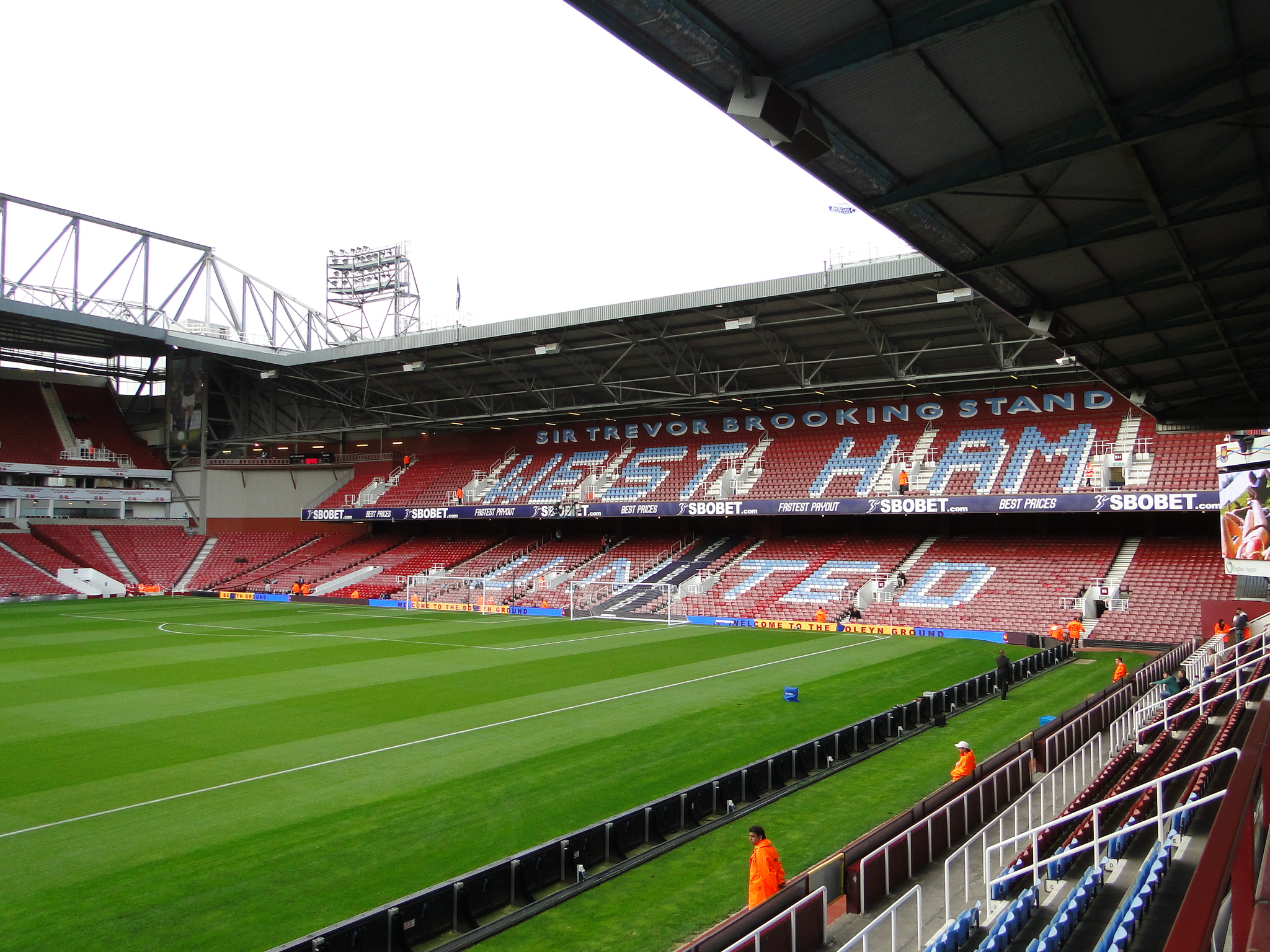
厄普顿公园球场特雷弗·布鲁金爵士看台

1984年，布鲁金在离开西汉姆队后成为BBC的嘉宾，在足球节目《比赛日》（Match of the Day）以及世界杯、欧洲足球锦标赛等比赛担任解说员。此外，他还曾经和资深解说员彼德·巴克利搭档，担任科乐美开发的足球运动类电子游戏职业进化足球的解说。
在1999年至2003年间，布鲁金曾经担任英格兰体育理事会（Sport England）主席。2003年12月，布鲁金加入英格兰足总，成为足球发展部主管。他在取代担任英格兰队主教练的过程中起到非常关键的作用。
为了表彰布鲁金对球队的突出贡献，西汉姆联足球俱乐部宣布自2009年8月8日起，厄普顿公园球场的北面“百年看台”（Centenary Stand）正式更名为特雷弗·布鲁金爵士看台（The Sir Trevor Brooking Stand）。

## 榮譽
韋斯咸
- 英格蘭足總盃冠軍：1975年、1980年；
- 英格蘭乙組聯賽冠軍：1980/81年；

## 外部連結
- thefa.com:Trevor Brooking（页面存档备份，存于）
- The Football Hall of Fame:Trevor Brooking